# Valentyna Sjevtjenko
Valentyna Sjevtjenko (ukrainska: Валенти́на Євге́нівна Шевче́нко, Valentyna Jevhenivna Sjevtjenko) född den 2 oktober 1975 i Tjernihiv, Ukrainska SSR, Sovjetunionen, är en ukrainsk längdåkare.
Sjevtjenko gjorde sin första start i världscupen i januari 1995 och hennes första seger kom i finska Kuusamo i november 2003. Under säsongen 2003/2004 blev Sjevtjenko trea i den totala världscupen efter Marit Bjørgen och Gabriella Paruzzi. Hon är inte släkt med Andrij Sjevtjenko.
Sjevtjenko har inte lyckats vid de olympiska spelen. Hon har deltagit i tre olympiska spel och som bäst slutat sjua på 30 km vid OS 2006.
Hennes främsta merit kom när hon slutade 3:a på 30 km fristil vid VM i Liberec.